# Lądowisko Szaserów
Lądowisko Szaserów – lądowisko sanitarne w Warszawie, w dzielnicy Praga-Południe, położone przy ul. Szaserów 128. Przeznaczone jest do wykonywania startów i lądowań śmigłowców sanitarnych i ratowniczych w dzień i w nocy, o dopuszczalnej masie startowej do 12 000 kg.
Zarządzającym lądowiskiem jest Wojskowy Instytut Medyczny w Warszawie. W roku 2012 zostało wpisane do ewidencji lądowisk Urzędu Lotnictwa Cywilnego pod numerem 147.